# Cleisocentron klossii
Cleisocentron klossii är en orkidéart som först beskrevs av Henry Nicholas Ridley, och fick sitt nu gällande namn av Leslie Andrew Garay. Cleisocentron klossii ingår i släktet Cleisocentron och familjen orkidéer.
Artens utbredningsområde är Vietnam. Inga underarter finns listade i Catalogue of Life.